# Jer
Jer (stsl. jerь) je naziv za slovo glagoljice i stare ćirilice. 
Koristilo se za zapis glasa /ь/, tzv. mekog poluglasa. Za njega se ne zna točno kako se izgovarao, najvjerojatnije je riječ o vrlo kratkom /i/, pa se ovaj glas bilježi u literaturi i kao ĭ.
U kajkavskom, čakavskom i štokavskom, kao i u slovenskom, oba poluglasa su rano prešla u srednji glas /ə/. U nekim drugim slavenskim jezicima, poluglasovi se nisu izjednačivali, tako da npr. u ruskom je ь ispao ili prešao u e, dok je ъ ispao ili prešao u o. Sam naziv jer odražava ь > e.
U kasnijim hrvatskim tekstovima je ovaj simbol rijedak.
Standard Unicode i HTML ovako predstavljaju slovo jer u glagoljici:
|                  | Unikod | Unikod                         | HTML     | HTML | izgled ovisi o pregledniku | poveznice (engl.)                |
| k. točka         | naziv  | kod                            | entitet  |      | izgled ovisi o pregledniku | poveznice (engl.)                |
| ---------------- | ------ | ------------------------------ | -------- | ---- | -------------------------- | -------------------------------- |
| veliko slovo jer | U+2C20 | GLAGOLITIC CAPITAL LETTER YERI | &#x2C20; | nema | Ⱐ                          | detaljni podaci test preglednika |
| malo slovo jer   | U+2C50 | GLAGOLITIC SMALL LETTER YERI   | &#x2C50; | nema | ⱐ                          | detaljni podaci test preglednika |

## U Wikipediji
- Jor
- Hrvatski jezik
- Staroslavenski jezik
- Slavenski jezici

## Vanjske poveznice
- Definicija glagoljice u standardu Unicode (PDF) (eng.)
- Stranica R. M. Cleminsona, s koje se može instalirati font Dilyana koji sadrži glagoljicu po standardu Unicode (eng.)